# Литература Пакистана
Литература Пакистана (англ. Pakistani literature) — литература, написанная в Исламской Республике Пакистан. Большинство работ написаны на английском языке и урду, а также на языках панджаби, белуджи, пушту и синдхи.

## Характеристика
Характер пакистанской литературы, вскоре после получения независимости, вызвал споры среди писателей из-за акцента авторов на негативные события, связанные с разделом Индии и Пакистана. 
Саадат Хасан Манто (1912—1955), известный автор рассказов из Южной Азии, написал много работ о независимости Индии и Пакистана.
Большую роль в формировании современной пакистанской литературы оказала персидская поэзия и проза, а также множество урдуязычных индийских авторов. К примеру, Ходжи Мир Дарда, предок пакистанского поэта Джамиллудина Аали.

## Известные писатели Пакистана
- Тарик Али
- Мухаммад Ассад
- Аллама Мухаммад Икбал
- Фаиз Ахмад Фаиз
- Парвин Шакир